# Flóamanna saga
La Flóamanna saga (in italiano: Saga degli uomini di Flói) è una saga degli Islandesi, scritta in Islanda in norreno intorno al XIII-XIV secolo da autore sconosciuto.

## Traduzioni
- Die Leute aus Floi. In: Grönländer und Färinger Geschichten. Übertragen von Erich Mendelssohn. Jena: Eugen Diederichs Verlag, 1912 (Sammlung Thule - Altnordische Dichtung und Prosa. Thule, Band 13.) (DE)